# Proisotoma pettersonae
Proisotoma pettersonae  (лат.) — ископаемый вид скрыточелюстных членистоногих подкласса ногохвостки из семейства Isotomidae. 

## Описание
Обнаружен в бирманском янтаре (типовая серия: Kachin State, Hukawng Valley, 32 км ю.-з. Tanai, около Noije Bum, Мьянма, Юго-Восточная Азия). Меловой период, сеноманский ярус (около 100 млн лет). Длина 0,75 мм. 4-й членик усиков несёт многочисленные микроскопические щетинки длиной от 0,007 до 0,015 мм. Число омматидиев в глазах: 6+6. Вид Proisotoma pettersonae был впервые описан в 2006 году американскими энтомологами Кеннетом Христиансеном (Kenneth Christiansen) и Полом Насцимбене (Paul Nascimbene) по типовой серии, хранящейся в Американском музее естественной истории (Нью-Йорк) вместе с Cretacentomobrya burma, Protoisotoma burma, Sminthurconus grimaldi и другими новыми ископаемыми видами. Видовое название дано в честь Стефани Петерсон (Stephanie Peterson), помогавшей в работе над рукописью с описанием нового таксона. Proisotoma pettersonae это единственный меловой представитель современного рода коллембол. В составе рода новый таксон может быть сближен с примитивными подродами Scutisotoma, Dimorphotoma и Rhodanella.